# Basic English
Basic English är en förenklad variant av engelska som utarbetades på 1920-talet av Charles Kay Ogden. Ordförrådet reducerades till 850 grundord. Syftet med Basic English var att underlätta engelskans utveckling till ett världsspråk; dock har det aldrig rönt någon framgång.